# 巴拉索艾恩
巴拉索艾恩（西班牙語：Barásoain）是西班牙纳瓦拉的一个市镇。总面积14平方公里，总人口509人（2001年），人口密度36人/平方公里。